# Cingles del Cerdà
Els Cingles del Cerdà és una cinglera, a cavall dels termes municipals de Centelles i Sant Martí de Centelles, a la comarca d'Osona.
Estan situats a la dreta del riu Congost, just a ponent i damunt del veïnat de l'Abella i també a ponent d'Aiguafreda. Al centre de la cinglera, al capdamunt, hi ha un repetidor de telecomunicacions. Estan situats al sud-est de la important masia del Cerdà de la Garga, lloc nadiu de l'urbanista Ildefons Cerdà, autor del Pla Cerdà.
Els Cingles del Cerdà, que prenen el nom de la masia esmentada, s'estenen des del Grau del Cerdà, al nord, fins al Grau del Sunyer, al sud-oest. Formen part dels Cingles del Bertí.